# Бумедьен, Хуари

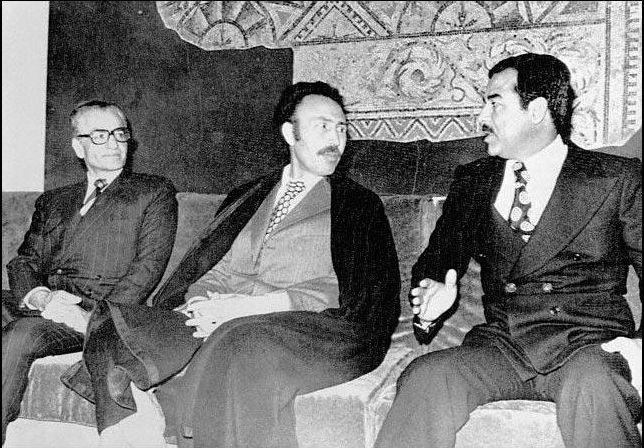
Хуари Бумедьен (в центре) с шахом Ирана Мохаммедом Реза Пехлеви и вице-президентом Ирака Саддамом Хусейном на подписании Алжирского соглашения. 1975 год

Хуари Бумедьен (араб. هواري بومدين ‎; 23 августа 1932 — 27 декабря 1978) — алжирский государственный, военный и политический деятель, полковник, один из лидеров антиколониальной борьбы алжирского народа.

## Биография
Хуари Бумедьен родился 23 августа 1932 года в семье учителя. В то время в Алжире не было университетов с арабским языком , поэтому он получил образование в Университете аль-Азхар. Затем он преподавал арабский язык в марокканском городе Уджда, а когда началась освободительная война, создал там же партизанский отряд. Благодаря знаниям и организаторскому таланту он быстро выдвинулся на первые роли в руководстве Фронта национального освобождения Алжира и в 1960 г. возглавил штаб Армии национального освобождения, который располагался в Тунисе.
После достижения Алжиром независимости Бумедьен стал министром обороны и вторым человеком в государстве. Президент Ахмед бен Белла, которого часто называли алжирским Хрущёвым, вскоре утратил популярность из-за непродуманных экономических экспериментов.
19 июня 1965 г. Бумедьен возглавил военный переворот и стал председателем Революционного совета, а затем и Совета министров.

Ахмед бен Белла был отправлен в тюрьму, как и многие его единомышленники. Бумедьен заявил: 

Алжир хочет быть просто Алжиром. Он не нуждается в поучениях, как ему строить социализм или новое общество.

Используя французскую и советскую техническую помощь, Бумедьен провёл в стране индустриализацию, построив 660 новых предприятий. Однако экономика, основанная на преобладании государственного сектора, оказалась неэффективной. Продукция промышленных гигантов не находила сбыта, тогда как продовольствие приходилось ввозить из-за границы.
Бумедьен создал ряд новых государственных институтов, начиная с местных собраний (1967 г.) и кончая Национальным народным собранием (1977 г.). Он завершил начатую бен Беллой национализацию (прежде всего, нефтяной отрасли) и приступил к осуществлению аграрной реформы, в соответствии с которой была перераспределена земля и введены новые методы земледелия.
При Бумедьене Алжир претендовал на роль лидера не только в арабском мире, но и в Африке. На территории страны обосновались палестинцы и партизаны из Западной Сахары, воевавшие против Марокко (в 1975 г. пытался получить доступ к Атлантическому побережью, заявив о претензиях Алжира на Западную Сахару). В 1976 г. по новой конституции Алжир был объявлен социалистическим государством, а Бумедьен получил пост президента. За хитрость, скрытность и нехарактерные для араба светлые волосы в народе его прозвали Жёлтым Скорпионом.
Бумедьен не был пламенным оратором, как его предшественник бен Белла, но отличался энергией и целеустремлённостью, что позволяло ему удерживать власть в своих руках. В 1978 г. его выступления происходили всё реже.
Умер 27 декабря 1978 г. в Алжире. После приезда в СССР внезапно тяжело заболел, проходил курс лечения в 4-м главном управлении Минздрава СССР. Не будучи здоровым, настоял на срочном отлете домой. По прилете впал в кому, которая длилась 39 дней. Все это время его лечила прилетевшая вместе с ним бригада советских врачей во главе с А. И. Воробьевым. Одним из возможных диагнозов было редкое заболевание крови — макроглобулинемия Вальденстрёма, от которого за 4 года до него умер президент Франции Жорж Помпиду. Некоторые предполагают, что он был отравлен, возможно, как и Помпиду. Основным синдромом с которым он умирал, были иммунокомплексный синдром, который тогда только был описан и никто не умел его лечить.